# Pfarrkirche Dorf an der Pram

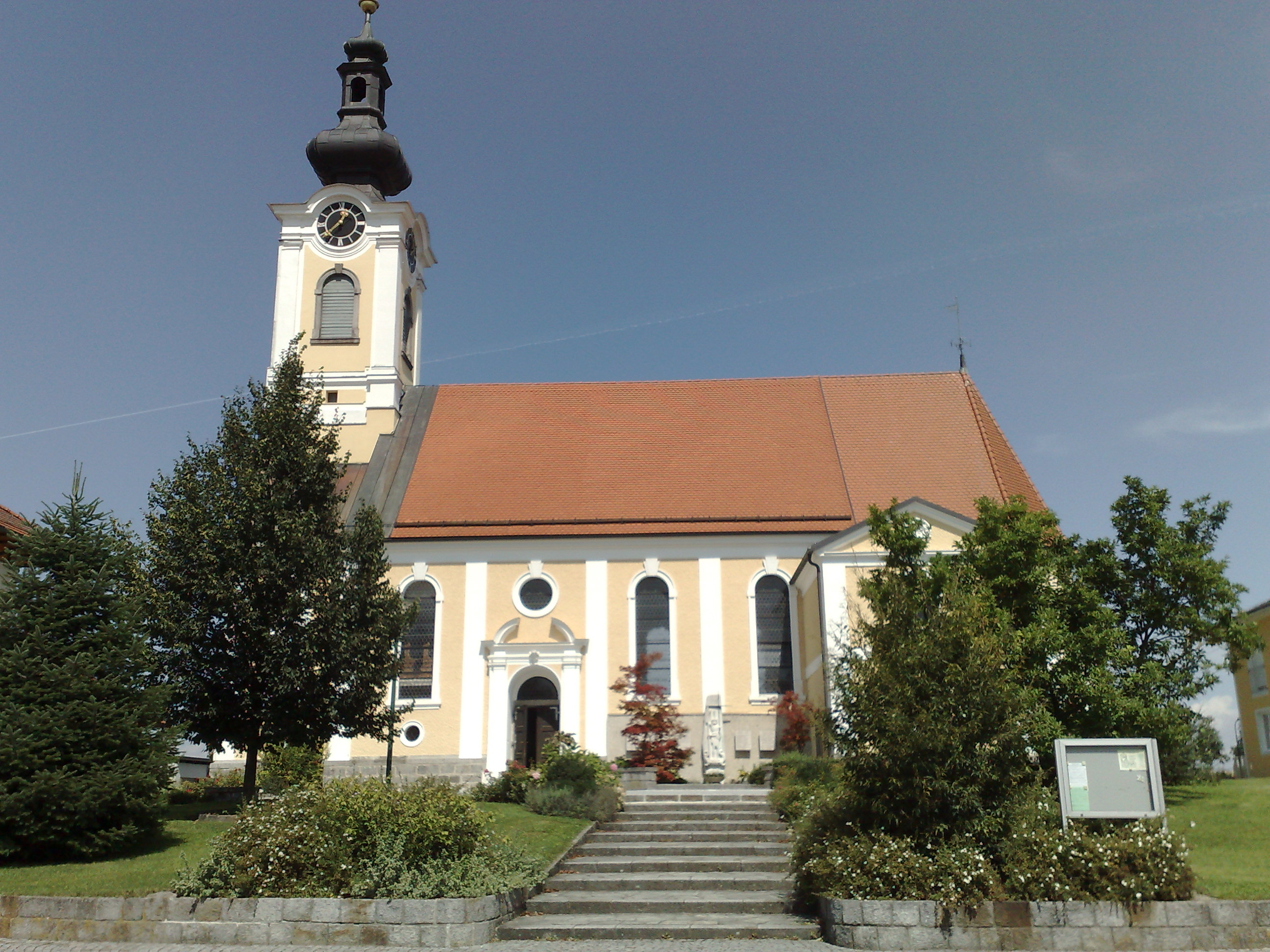
Kath. Pfarrkirche hl. Wolfgang in Dorf in Dorf an der Pram

Die Pfarrkirche Dorf an der Pram steht im Ort Dorf in der Gemeinde Dorf an der Pram in Oberösterreich. Die römisch-katholische Pfarrkirche hl. Wolfgang gehört zum Dekanat Kallham in der Diözese Linz. Die Kirche steht unter Denkmalschutz (Listeneintrag).

## Geschichte
Der Chor wurde 1481 gestiftet. Die Kirche wurde 1501 geweiht. Der Westturm wurde 1901/1902 erbaut.
In der Zeit der Reformation und Gegenreformation im 16. und 17. Jahrhundert nutzten die Jörger von Tollet ihre Position als Inhaber der Herrschaft Erlach, um dem Protestantismus in dieser Gegend zu wesentlichen Fortschritten zu verhelfen. Zu den Vogtpfarren von Erlach zählte etwa Dorf an der Pram, damals eine Filiale von Taiskirchen, das auch von evangelischen Gläubigen aus dem angrenzenden Bayern häufig besucht wurde, obwohl dies von den bayerischen Behörden aktiv bekämpft wurde.

## Architektur
Der eingezogene niedrige zweijochige Chor hat einen Dreiachtelschluss. Das einschiffige vierjochige Langhaus hat ein Tonnengewölbe. Der Westturm trägt eine Zwiebel und Laterne.

## Ausstattung
Die Einrichtung ist neugotisch und neubarock.